# マヌエル・バスケス・モンタルバン
マヌエル・バスケス・モンタルバン（Manuel Vázquez Montalbán、1939年7月27日（異説有り） - 2003年10月18日）は、スペインの小説家、推理作家、ハードボイルド作家。男性。カタルーニャ地方のバルセロナ生まれ。小説のみならず、詩やエッセイの執筆、新聞紙上への論説文の発表、テレビやラジオの討論番組への参加など各方面で活躍した。
スペイン共産党のカタルーニャ支部であるカタルーニャ統一社会党（PSUC）の中央執行委員も務めた。
推理作家としては、1972年の『ケネディを殺した男』で私立探偵ペペ・カルバイヨ（Pepe Carvalho）を初登場させ、1975年の『刺青（いれずみ）』で主人公に抜擢。以来、カルバイヨを主人公とするハードボイルド小説を執筆し続けた。同シリーズの『楽園を求めた男』（1979年）は、スペインの優れた文学作品に与えられるプラネータ賞を受賞したほか、1981年にフランス推理小説大賞外国作品部門、1992年にスウェーデン推理作家アカデミーが主催し優れた翻訳作品に贈られるマルティン・ベック賞を受賞している。
また、同シリーズの『中央委員会殺人事件』（1981年）は1986年にドイツ・ミステリ大賞翻訳作品部門の第3位となっている。ドイツ・ミステリ大賞では1989年と1991年にもペペ・カルバイヨ・シリーズの作品が入賞している。
『中央委員会殺人事件』はスペインの映画監督ビセンテ・アランダにより1982年に映画化されている。

## 日本語訳作品
- 私立探偵カルバイヨ シリーズ
  - 楽園を求めた男 （フランス語訳版からの翻訳、訳：田部武光、1985年8月、創元推理文庫、ISBN 4488222013）（Los mares del Sur (1979)） シリーズ3作目
  - 中央委員会殺人事件 （訳：柴田純子、1985年11月、西和書林、ISBN 4795221065）（Asesinato en el Comité Central (1981)） シリーズ4作目
  - 死の谷を歩む男 （フランス語訳版からの翻訳、訳：田部武光、1986年4月、創元推理文庫、ISBN 4488222021）（La soledad del manager (1977)） シリーズ2作目
  - 刺青（いれずみ）※抄訳 （訳：市川秋子、光文社『ジャーロ』8号（2002年夏号）、企画「世界のミステリーを読む」）（Tatuaje (1974)） シリーズ1作目

（1972年の『ケネディを殺した男』を除いて、『刺青』をシリーズ1作目として数えている）